# Afromochtherus melanurus
Afromochtherus melanurus là một loài ruồi trong họ Asilidae. Afromochtherus melanurus được Londt miêu tả năm 2002. Loài này phân bố ở vùng nhiệt đới châu Phi.